# Xyloolaena humbertii
Xyloolaena humbertii är en tvåhjärtbladig växtart som beskrevs av Alberto Judice Leote Cavaco. Xyloolaena humbertii ingår i släktet Xyloolaena och familjen Sarcolaenaceae. Inga underarter finns listade i Catalogue of Life.